# ATP Finals 2022
De ATP Finals 2022 werden van 13 tot en met 20 november 2022 gehouden in de Pala Alpitour in Turijn. Er werd indoor op hardcourtbanen gespeeld. Het deelnemersveld bestond uit de beste acht spelers/dubbels van de ATP Rankings.

## Enkelspel

### Deelnemers
De acht geplaatste spelers:
| Nr. | Speler                | Ranking | Resultaat    |
| --- | --------------------- | ------- | ------------ |
| 1.  | Rafael Nadal          | 2       | Groepsfase   |
| 2.  | Stéfanos Tsitsipás    | 3       | Groepsfase   |
| 3   | Casper Ruud           | 4       | Finalist     |
| 4.  | Daniil Medvedev       | 5       | Groepsfase   |
| 5.  | Félix Auger-Aliassime | 6       | Groepsfase   |
| 6.  | Andrej Roebljov       | 7       | Halve finale |
| 7.  | Novak Djokovic        | 8       | Winnaar      |
| 8.  | Taylor Fritz          | 9       | Halve finale |

### Prijzengeld en ATP-punten
| Resultaat                    | Prijzengeld | ATP-punten    |
| ---------------------------- | ----------- | ------------- |
| winnaar zonder nederlaag     | $ 4.740.300 | 1500          |
| winnaar                      | $ 3.270.400 | GF + 900      |
| finale                       | $ 1.070.000 | GF + 400      |
| groepsfase (per overwinning) | $ 383.300   | + 200         |
| deelnemers                   | $ 320.000   | 3 wedstrijden |
| vervangers                   | $ 150.000   |               |

GF = Resultaten behaald in de groepsfase

### Groepsfase
De eindstand in de groepsfase wordt bepaald door achtereenvolgend te kijken naar eerst het aantal overwinningen in combinatie met het aantal wedstrijden. Mochten er dan twee spelers gelijk staan wordt er naar het onderling resultaat gekeken. Mocht het aantal overwinningen en wedstrijden bij drie of vier spelers gelijk zijn, valt degene die minder dan drie wedstrijden heeft gespeeld sowieso af en wordt er vervolgens gekeken naar het percentage gewonnen sets en eventueel gewonnen games. Als er dan nog steeds geen ranglijst opgemaakt kan worden dan beslist de ATP-ranglijst opgemaakt na het ATP-toernooi van Parijs.

#### Groene Poule
|                       |                       | score            |
| --------------------- | --------------------- | ---------------- |
| Casper Ruud           | Félix Auger-Aliassime | 7-6(4), 6-4      |
| Rafael Nadal          | Taylor Fritz          | 6-7(3-7), 1-6    |
| Rafael Nadal          | Félix Auger-Aliassime | 3-6, 4-6         |
| Casper Ruud           | Taylor Fritz          | 6-3, 4-6, 7-6(6) |
| Rafael Nadal          | Casper Ruud           | 7-5, 7-5         |
| Félix Auger-Aliassime | Taylor Fritz          | 6-2, 6-1         |

| Nr. | Speler                | Wedstrijd w-v | Sets w-v | Games w-v |
| --- | --------------------- | ------------- | -------- | --------- |
| 1   | Casper Ruud           | 2-1           | 4-3      | 40-37     |
| 2   | Taylor Fritz          | 2-1           | 5-3      | 47-39     |
| 3   | Félix Auger-Aliassime | 1-2           | 3-4      | 37-39     |
| 4   | Cameron Norrie        | 1-2           | 2-4      | 26-35     |

#### Rode Poule
|                    |                 | score                |
| ------------------ | --------------- | -------------------- |
| Daniil Medvedev    | Andrej Roebljov | 6-7(5), 6-3, 6-4     |
| Stéfanos Tsitsipás | Novak Djokovic  | 4-6, 6-7(4)          |
| Andrej Roebljov    | Novak Djokovic  | 4-6, 1-6             |
| Stéfanos Tsitsipás | Daniil Medvedev | 6-3, 6-7(11), 7-6(1) |
| Daniil Medvedev    | Novak Djokovic  | 3-6, 7-6(75), 6-7(7) |
| Stéfanos Tsitsipás | Andrej Roebljov | 6-3, 3-6, 2-6        |

| Nr. | Speler             | Wedstrijd w-v | Sets w-v | Games w-v |
| --- | ------------------ | ------------- | -------- | --------- |
| 1   | Novak Djokovic     | 3-0           | 6-1      | 44-31     |
| 2   | Andrej Roebljov    | 2-1           | 4-4      | 39-39     |
| 3   | Stéfanos Tsitsipás | 1-2           | 3-5      | 40-44     |
| 4   | Daniil Medvedev    | 0-3           | 3-6      | 48-57     |

### Eindfase
|  | Halve finale | Halve finale    | Halve finale   | Halve finale | Halve finale |                |             | Finale | Finale | Finale | Finale | Finale |
|  |              |                 |                |              |              |                |             |        |        |        |        |        |
|  | 3            | Casper Ruud     | 6              | 6            |              |                |             |        |        |        |        |        |
|  | 6            | Andrej Roebljov | 2              | 4            |              |                |             |        |        |        |        |        |
|  | 6            | Andrej Roebljov | 2              | 4            |              | 3              | Casper Ruud | 5      | 3      |        |        |        |
|  |              |                 |                |              |              | 3              | Casper Ruud | 5      | 3      |        |        |        |
|  |              | 7               | Novak Djokovic | 7            | 6            |                |             |        |        |        |        |        |
|  | 7            | 7               | Novak Djokovic | 7            | 6            | Novak Djokovic | 7           | 7      |        |        |        |        |
|  | 7            |                 |                |              |              | Novak Djokovic | 7           | 7      |        |        |        |        |
|  | 8            | Taylor Fritz    | 65             | 6            |              |                |             |        |        |        |        |        |

## Dubbelspel

### Deelnemers
De acht geplaatste teams:
| Nr. | Team                               | Ranking | Resultaat    |
| --- | ---------------------------------- | ------- | ------------ |
| 1.  | Wesley Koolhof Neal Skupski        | 1       | Halve finale |
| 2.  | Rajeev Ram Joe Salisbury           | 2       | Winnaars     |
| 3.  | Marcelo Arévalo Jean-Julien Rojer  | 3       | Groepsfase   |
| 4.  | Nikola Mektić Mate Pavić           | 4       | Finale       |
| 5.  | Ivan Dodig Austin Krajicek         | 5       | Groepsfase   |
| 6.  | Lloyd Glasspool Harri Heliövaara   | 6       | Groepsfase   |
| 7.  | Marcel Granollers Horacio Zeballos | 7       | Groepsfase   |
| 8.  | Thanasi Kokkinakis Nick Kyrgios    | top 20  | Groepsfase   |

### Prijzengeld en ATP-punten
| Resultaat                    | Prijzengeld | ATP-punten    |
| ---------------------------- | ----------- | ------------- |
| winnaar zonder nederlaag     | $ 930.300   | 1500          |
| winnaar                      | $ 480.400   | GF+900        |
| finale                       | $ 130.000   | GF+400        |
| groepsfase (per overwinning) | $ 93.300    | +200          |
| deelnemers                   | $ 130.000   | 3 wedstrijden |
| vervangers                   | $ 50.000    |               |

### Groepsfase
De eindstand in de groepsfase wordt bepaald door achtereenvolgend te kijken naar eerst het aantal overwinningen in combinatie met het aantal wedstrijden. Mochten er dan twee koppels gelijk staan wordt er naar het onderling resultaat gekeken. Mocht het aantal overwinningen en wedstrijden bij drie of vier koppels gelijk zijn, valt het koppel dat minder dan drie wedstrijden heeft gespeeld sowieso af en wordt er vervolgens gekeken naar het percentage gewonnen sets en eventueel gewonnen games. Als er dan nog steeds geen ranglijst opgemaakt kan worden dan beslist de ATP-ranglijst opgemaakt na het ATP-toernooi van Parijs.

#### Groene Poule
|                             |                                 | score               |
| --------------------------- | ------------------------------- | ------------------- |
| Wesley Koolhof Neal Skupski | Thanasi Kokkinakis Nick Kyrgios | 6-7(3), 6-4, [10-5] |
| Nikola Mektić Mate Pavić    | Ivan Dodig Austin Krajicek      | 6-4, 3-6, [10-7]    |
| Wesley Koolhof Neal Skupski | Nikola Mektić Mate Pavić        | 4-6, 6-7(3)         |
| Ivan Dodig Austin Krajicek  | Thanasi Kokkinakis Nick Kyrgios | 6-3, 4-6, [6-10]    |
| Wesley Koolhof Neal Skupski | Ivan Dodig Austin Krajicek      | 7-5, 4-6, [10-6]    |
| Nikola Mektić Mate Pavić    | Thanasi Kokkinakis Nick Kyrgios | 7-6(4), 7-6(4)      |

| Nr. | Speler                          | Wedstrijd w-v | Sets w-v | Games w-v |
| --- | ------------------------------- | ------------- | -------- | --------- |
| 1   | Nikola Mektić Mate Pavić        | 3-0           | 6-1      | 37-32     |
| 2   | Wesley Koolhof Neal Skupski     | 2-1           | 4-4      | 35-35     |
| 3   | Thanasi Kokkinakis Nick Kyrgios | 1-2           | 3-5      | 33-37     |
| 4   | Ivan Dodig Austin Krajicek      | 0-3           | 3-6      | 31-32     |

#### Rode Poule
|                                   |                                    | score               |
| --------------------------------- | ---------------------------------- | ------------------- |
| Marcelo Arévalo Jean-Julien Rojer | Lloyd Glasspool Harri Heliövaara   | 5-7, 6-7(3)         |
| Rajeev Ram Joe Salisbury          | Marcel Granollers Horacio Zeballos | 6-3, 6-7(8), [10-8] |
| Marcelo Arévalo Jean-Julien Rojer | Marcel Granollers Horacio Zeballos | 6-1, 6-7(3), [10-7] |
| Rajeev Ram Joe Salisbury          | Lloyd Glasspool Harri Heliövaara   | 7-5, 6-4            |
| Lloyd Glasspool Harri Heliövaara  | Marcel Granollers Horacio Zeballos | 6-0, 6-4            |
| Rajeev Ram Joe Salisbury          | Marcelo Arévalo Jean-Julien Rojer  | 3-6, 7-6(4), [10-5] |

| Nr. | Speler                             | Wedstrijd w-v | Sets w-v | Games w-v |
| --- | ---------------------------------- | ------------- | -------- | --------- |
| 1   | Rajeev Ram Joe Salisbury           | 3-0           | 6-2      | 37-31     |
| 2   | Lloyd Glasspool Harri Heliövaara   | 2-1           | 4-2      | 35-28     |
| 3   | Marcelo Arévalo Jean-Julien Rojer  | 1-2           | 3-5      | 36-33     |
| 4   | Marcel Granollers Horacio Zeballos | 0-3           | 2-6      | 22-38     |

### Eindfase
|  | Halve finale | Halve finale                     | Halve finale             | Halve finale | Halve finale |                          |   | Finale                   | Finale | Finale | Finale | Finale |
|  |              |                                  |                          |              |              |                          |   |                          |        |        |        |        |
|  | 4            | Nikola Mektić Mate Pavić         | 6                        | 64           | [10]         |                          |   |                          |        |        |        |        |
|  | 6            | Lloyd Glasspool Harri Heliövaara | 4                        | 7            | [6]          |                          |   |                          |        |        |        |        |
|  | 6            | Lloyd Glasspool Harri Heliövaara | 4                        | 7            | [6]          |                          | 3 | Nikola Mektić Mate Pavić | 64     | 4      |        |        |
|  |              |                                  |                          |              |              |                          | 3 | Nikola Mektić Mate Pavić | 64     | 4      |        |        |
|  |              | 2                                | Rajeev Ram Joe Salisbury | 7            | 6            |                          |   |                          |        |        |        |        |
|  | 2            | 2                                | Rajeev Ram Joe Salisbury | 7            | 6            | Rajeev Ram Joe Salisbury | 7 | 6                        |        |        |        |        |
|  | 2            |                                  |                          |              |              | Rajeev Ram Joe Salisbury | 7 | 6                        |        |        |        |        |
|  | 1            | Wesley Koolhof Neal Skupski      | 67                       | 4            |              |                          |   |                          |        |        |        |        |